# Polinices (género)
Polinices es un género de caracoles marinos depredarores. Se trata de moluscos gasterópodos de la familia Naticidae, conocidos como caracoles luna.
Sus conchas son grandes y sólidas, normalmente de color blanco brillante y aspecto de porcelana. Se hallan en todo el mundo, principalmente en aguas cálidas. El acto de depredación consiste en capturar a sus presas, normalmente almejas (moluscos bivalvos) con su pie, y practicar un orificio a través del cual consumen sus tejidos. El orificio se conoce como Oichnus.

## Especies
- Polinices aperinus
- Polinices bahamiensis (Dall, 1825)
- Polinices bifasciatus (Griffith y Pidgeon, 1834)
- Polinices draconis (Dall, 1903)
- Polinices duplicatus (Say, 1822)
- Polinices helicoides (Gray, 1825)
- Polinices hepaticus (Roding, 1798) - caracol luna marrón.
- Polinices heros Say, 1822
- Polinices lacteus (Guilding, 1834) - caracol luna leche.
- Polinices leptaleus Watson, 1881
- Polinices lewisii
- Polinices monteronis
- Polinices nanus Moller, 1842
- Polinices nubilus Dall, 1889
- Polinices otis Broderip and Sowerby, 1829
- Polinices politiana
- Polinices tawhitirahia Powell, 1965
- Polinices uber (Valenciennes, 1832)
- Polinices uberinus (d'Orbigny, 1842) - caracol luna blanco.